# Давньогрецька філологічна школа
Давньогрецька філологічна школа, Греко-римська мовознавча традиція — традиція дослідження та опису мови, яка склалася та існувала в греко-латинському культурному ареалі протягом V ст. до Р. Х. — VI ст.
Давньогрецьке мовознавство у першому періоді (V—III століття до н. е.) можна характеризувати за принципами розгляду мовних явищ як загальнофілософське, а в другому (III століття до н. е. — IV століття н. е.) як послідовно мовознавче. Існувало дві мовознавчі школи «Фюсей» (за природою) і «Тессей» (за умовою), між якими велися різні дискусії з питань мови. У другому періоді (III століття до н. е. — IV століття н. е.) найбільшого розвитку досягнула Александрійська школа. Найвидатнішим її представником був Аристарх Самофракійський. Загалом, у давньогрецькій лінгвістиці були розвинуті такі розділи: фонетика, морфологія, синтаксис і стилістика. Більшість мовознавців стверджують, що підвалини сучасної лінгвістики були закладені саме у Давній Греції.
Давньогрецьке мовознавче вчення продовжували розвивати римські вчені. Вони доповнили класичні розділи грецького мовознавства — фонетики, морфології, синтаксису — даними з латинської мови.Значний внесок внесли Марк Теренцій Варрон, Елій Донат і Присциан. Граматичні терміни античної Греції дійшли до нас трансформованими на латинський зразок через праці Доната «Граматика» (4 століття) і Присциана «Граматичне вчення» (6 століття).